# Stanisław Kręski
Stanisław Kręski herbu Nadelwicz (zm. w 1746 roku) – kantor krakowskiej kapituły katedralnej w latach 1720–1746, kustosz krakowskiej kapituły katedralnej w latach 1715–1720, kustosz wiślickiej kapituły kolegiackiej od 1721 roku.